# Piotr Alkantary Sumiński
Piotr z Alkantary Sumiński herbu Leszczyc (ur. ok. 1751, zm. 3 grudnia 1801) – wojewoda inowrocławski w 1790 roku, kasztelan brzeskokujawski w latach 1783–1790, kasztelan kruszwicki w 1783 roku, kasztelan kowalski w latach 1779–1783, starosta bobrownicki w latach 1774–1778, podczaszy dobrzyński w latach 1767–1774, podczaszy rypiński w latach 1764–1767.
Poseł ziemi dobrzyńskiej na Sejm Czaplica 1766 roku. 
W załączniku do depeszy z 2 października 1767 roku do prezydenta Kolegium Spraw Zagranicznych Imperium Rosyjskiego Nikity Panina, poseł rosyjski Nikołaj Repnin określił go jako posła właściwego dla realizacji rosyjskich planów na sejmie 1767 roku za którego odpowiada król, poseł ziemi dobrzyńskiej na sejm 1767 roku. Członek konfederacji 1773 roku. Jako poseł dobrzyński na Sejm Rozbiorowy 1773-1775, wszedł w skład delegacji wyłonionej pod naciskiem dyplomatów trzech państw rozbiorczych, mającej przeprowadzić rozbiór. Członek Komisji Skarbowej Koronnej w 1777 roku. Był członkiem konfederacji Sejmu Czteroletniego w 1788 roku. Wybrany z Senatu sędzią Sejmu Czteroletniego w 1788 roku.]
W 1786 roku został odznaczony Orderem Orła Białego, w 1780 roku został kawalerem Orderu Świętego Stanisława.